# Mucor plumbeus
Mucor plumbeus är en svampart som beskrevs av Bonord. 1864. Mucor plumbeus ingår i släktet Mucor och familjen Mucoraceae.   Inga underarter finns listade i Catalogue of Life.